# 18 februari
18 februari is de 49ste dag van het jaar in de gregoriaanse kalender. Hierna volgen nog 316 dagen (317 dagen in een schrikkeljaar) tot het einde van het jaar.

## Gebeurtenissen
- Algemeen
  - 1756 - Een zware aardbeving bij Düren met een beving van 6,1 op de schaal van Richter, richt grote schade aan.
  - 1989 - Het Internationale Rode Kruis staakt een belangrijke voedselluchtbrug in het zuiden van Soedan voor enige tijd op verzoek van het Volks Bevrijdingsleger (SPLA).
  - 2003 - Een metrobrand in de miljoenenstad Taegu, Zuid-Korea eist in totaal 200 levens; de brand werd aangestoken en de suïcidale brandstichter werd levenslang veroordeeld en overleed in 2004.
  - 2013 - Vijf Zuid-Afrikaanse mijnwerkers worden neergeschoten door bewakers, die het vuur openen tijdens rellen tussen verschillende mijnwerkersbonden bij een mijn van Amplats.
  - 2014 - Gewelddadige confrontaties tussen demonstranten en binnenlandse troepen op het Onafhankelijkheidsplein in de Oekraïense hoofdstad Kiev leiden tot zeker 25 doden en meer dan 400 gewonden. Het is de bloedigste dag sinds het begin van de protesten in november 2013 en het begin van de revolutie van de Waardigheid.
  - 2022 - Storm Eunice raast over Nederland, er rijden geen treinen, 4 personen komen om het leven.
  - 2024 - Een aardverschuiving/lawine gemengd met puin treft het dorp Nakre gelegen in de Tatin vallei in de provincie Nooristan in Afghanistan. Door het natuurgeweld vallen er zeker 25 doden en 8 gewonden en raken zo'n 20 woningen vernield of beschadigd.[1]
- Infrastructuur
  - 2017 - Op de wissels net buiten het station van Leuven ontspoort een trein met drie treinstellen van de NMBS aan lage snelheid. Het voorste motorstel komt met de neus in de tegenovergestelde richting op zijn zij te liggen in de berm. Eén iemand overlijdt, twee mensen lopen breuken op en één iemand diepe snijwonden in de hals. 24 andere mensen raken lichtgewond.
- Kunst en cultuur
  - 1982 - De later met een Gouden Kalf bekroonde film De stilte rond Christine M. van regisseur Marleen Gorris gaat in première.
- Media
  - 1929 - Eerste aankondiging van de Oscars.
- Oorlog
  - 2011 - Begin van het Beleg van Misratah.
- Politiek
  - 1861 - Jefferson Davis legt de eed af als president van de Geconfedereerde Staten van Amerika.
  - 1861 - Samenkomst van het eerste Italiaanse parlement in Turijn.
  - 1913 - Pedro Lascuráin is gedurende minder dan een uur president van Mexico, een manoeuvre van Victoriano Huerta om na de staatsgreep tegen Francisco I. Madero op enigszins legale manier president te worden.
  - 1948 - Éamon de Valera treedt af als Taoiseach van Ierland.
  - 1952 - Griekenland en Turkije treden toe tot de NAVO.
  - 1965 - Gambia wordt onafhankelijk van het Verenigd Koninkrijk.
  - 1989 - In Algerije wordt het Front Islamique du Salut (FIS) opgericht.
  - 2005 - Kroatië - Stjepan Mesić is voor de tweede maal beëdigd als president van Kroatië, nadat hij in januari tijdens de verkiezingen zijn tweede mandaat van vijf jaar won.
  - 2010 - Een groep militairen pleegt in Niger een staatsgreep tegen de regering en vestigt een militaire junta.
  - 2011 - Na 249 dagen verbreekt België het wereldrecord regeringsonderhandelen van Irak. Tienduizenden mensen doorheen het land vieren op cynische wijze het wereldrecord. Achteraf bleek dat er in Cambodja in 2003-2004 een langere formatieperiode was.
- Religie
  - 1946 - Paus Pius XII creëert 32 nieuwe kardinalen, onder wie de Nederlandse aartsbisschop van Utrecht Johannes de Jong en de in 2005 zalig verklaarde Duitse bisschop van Münster Clemens August von Galen.
  - 1951 - Joseph Baeten volgt de overleden Petrus Hopmans op als bisschop van Breda.
  - 1962 - In België wordt monseigneur Leo Suenens kardinaal.
  - 2012 - Paus Benedictus XVI creëert 22 nieuwe kardinalen, onder wie de Nederlandse bisschop van het bisdom Utrecht, Wim Eijk.
- Sport
  - 1906 - Oprichting van het Belgisch olympisch comité. In 1978 hernoemd tot Belgisch Olympisch en Interfederaal Comité.
  - 1958 - Zwemster Dawn Fraser uit Australië brengt in Melbourne het wereldrecord op de 100 meter vrije slag op 1.01,5.
  - 1978 - Bij de allereerste Ironman uit de geschiedenis gaat de zege naar de Amerikaanse triatleet Gordon Haller.
  - 2013 - Twee van zijn belangrijkste sponsors keren de van moord verdachte Zuid-Afrikaanse atleet Oscar Pistorius de rug toe. Brillenfabrikant Oakley heeft de overeenkomst stopgezet, terwijl Nike heeft aangegeven hem niet meer voor toekomstige reclamecampagnes te zullen inzetten.
  - 2014 - Op de 10.000 meter schaatsen bij de Olympische Winterspelen van Sotsji wint de Nederlander Jorrit Bergsma het goud. Zijn landgenoten Sven Kramer en Bob de Jong behalen respectievelijk zilver en brons op dezelfde afstand.
  - 2017 - Bij wedstrijden in Birmingham verbetert atlete Sifan Hassan het Nederlands record op de 3.000 m (indoor) verbeterd. Met 8.30,76 loopt ze het 27 jaar oude record van Elly van Hulst (8.33,82) uit de boeken.
  - 2022 - De Nederlander Thomas Krol schaatst naar goud op de 1000 meter langebaanschaatsen bij de Olympische Winterspelen 2022. De Canadees Laurent Dubreuil en de Noor Håvard Lorentzen bezetten de tweede en derde plaats.[2]
- Wetenschap en technologie
  - 1930 - Clyde Tombaugh ontdekt de planeet Pluto na bestudering van foto's die in januari zijn genomen.[3][a]
  - 1995 - België - Lancering van Proton, de elektronische portemonnee.
  - 1977 - De eerste spaceshuttle maakt een vlucht op de bovenkant van een Boeing 747.
  - 1989 - De Nederlandse Spoorwegen zet een wereldrecord met een trein van 60 rijtuigen (1607 meter lang) ter viering van het 150-jarig jubileum van treinen in Nederland.
  - 2005 - De dijk die het Deurganckdok en de Schelde van elkaar scheiden wordt doorbroken en het Deurganckdok is vanaf dan officieel getijdendok.
  - 2023 - Komeet C/2022 A2 (PANSTARRS) bereikt het perihelium van zijn baan rond de zon tijdens deze verschijning.[4][5]
  - 2023 - Lancering van een Falcon 9 raket van SpaceX vanaf Kennedy Space Center Lanceercomplex 40 voor de Inmarsat I-6 F2 missie met een communicatiesatelliet van Inmarsat.[6][7]
  - 2023 - Het door een lekkage in het koelvloeistofsysteem getroffen Russische Progress MS-21 (P 82) ruimtevaartuig koppelt los van het ISS.[8]
  - 2023 - Bij de plaats El Sauz in Texas (Verenigde Staten) worden resten van een meteoriet gevonden die is overgebleven van de heldere meteoor (bolide) die op 16 februari 2023 zowel visueel als door de GOES-16 weersatelliet is waargenomen. Het is de derde keer binnen enkele dagen tijd dat er een meteoriet wordt gevonden.[9]
  - 2024 - Lancering van een Electron raket van Rocket Lab vanaf LC-1B op het Māhia schiereiland in Nieuw-Zeeland voor de On Closer Inspection missie met het ADRAS-J ruimtevaartuig van JAXA dat een van 's werelds eerste technologiedemonstraties is voor het verwijderen van grootschalig ruimteschroot uit de ruimte. Hiervoor wordt de tweede trap van een eerder gelanceerde H-IIA raket gebruikt.[10]
  - 2024 - In de autonome regio Xinjiang (China) bereikt de temperatuur met −52,3 °C een nieuw laagterecord voor dit gebied. De lage temperatuur zorgt voor een aanzienlijke sterfte onder vogels.[11]

## Geboren

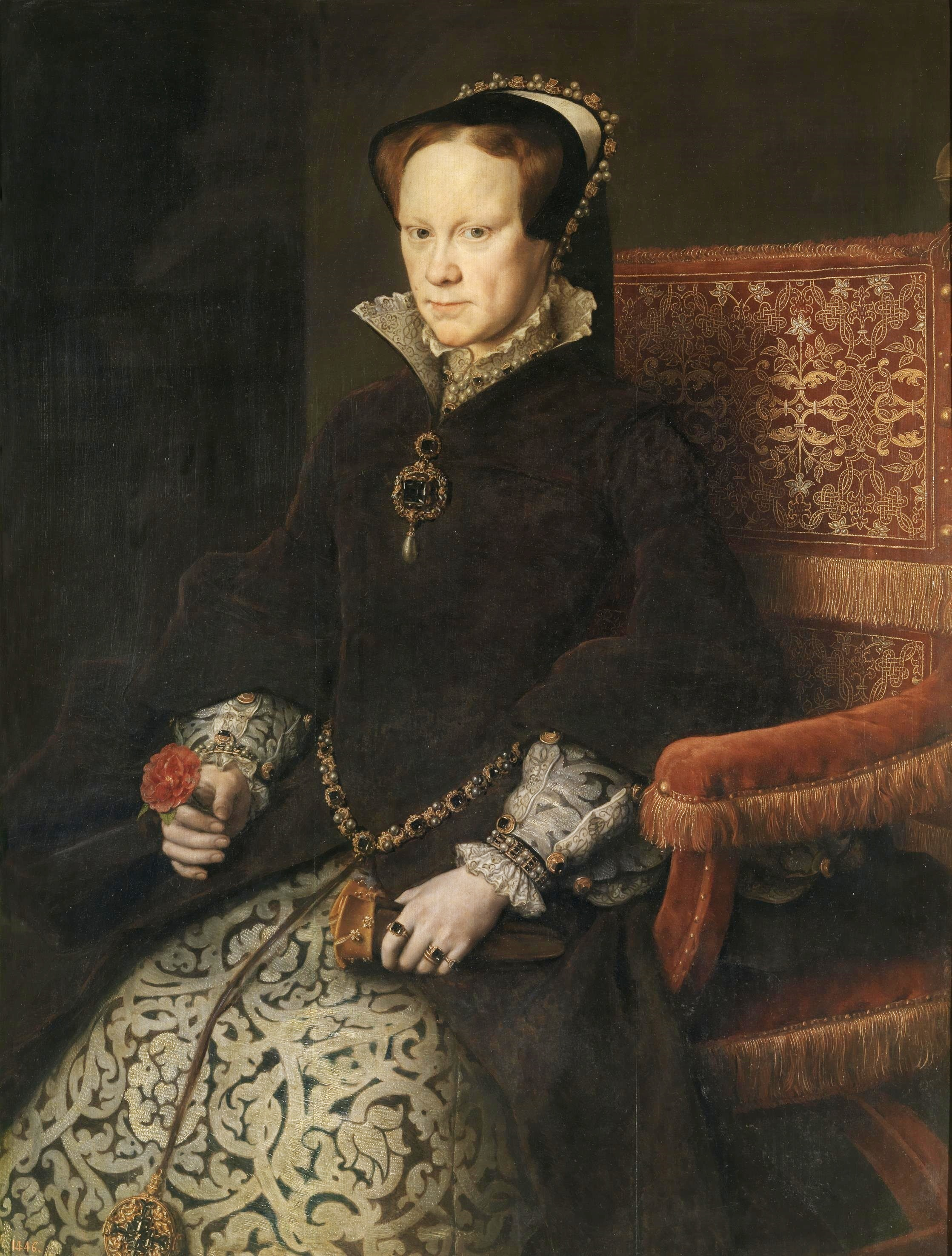
Maria I van Engeland,
geboren in 1516

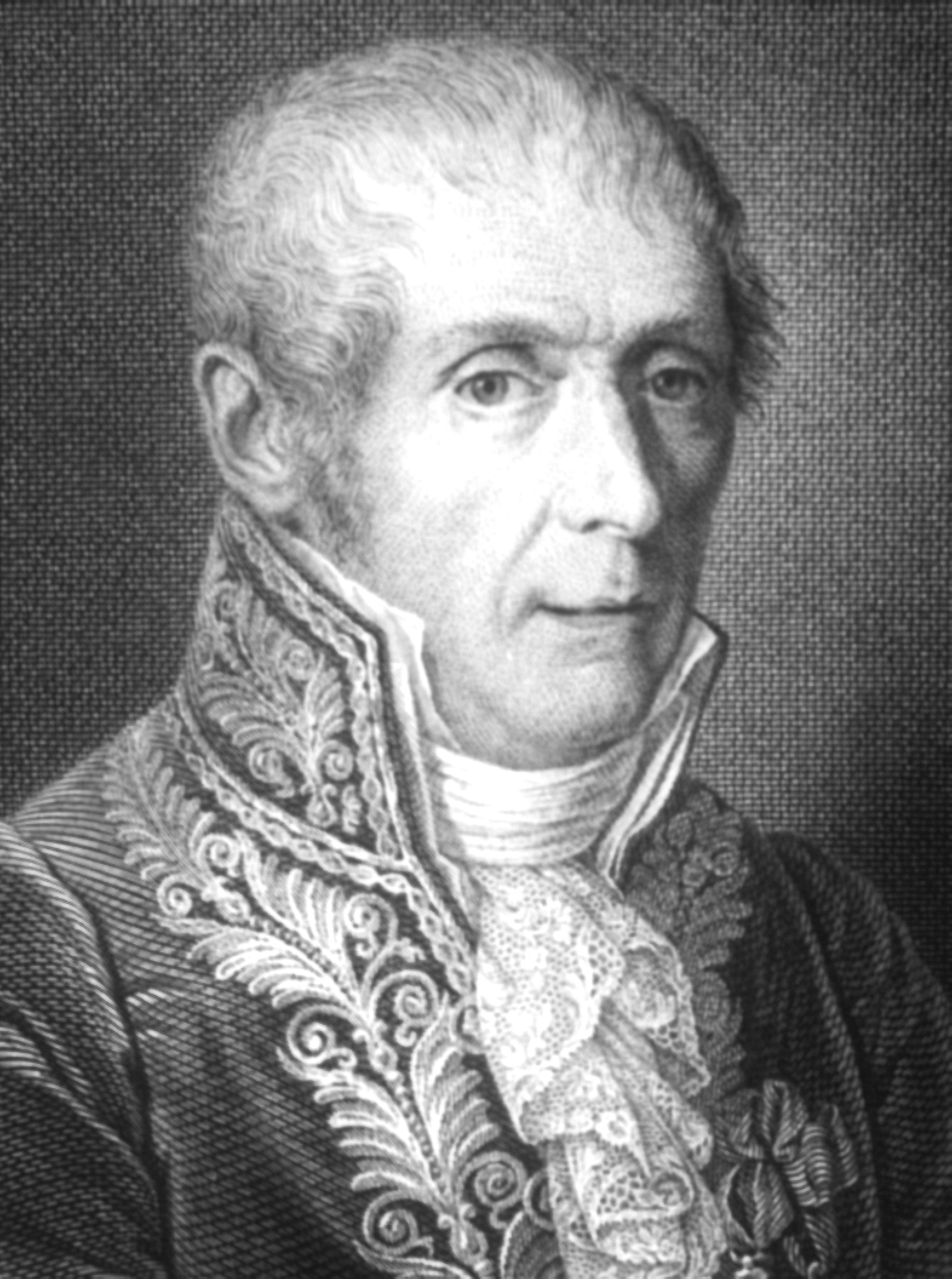
Alessandro Volta,
geboren in 1745

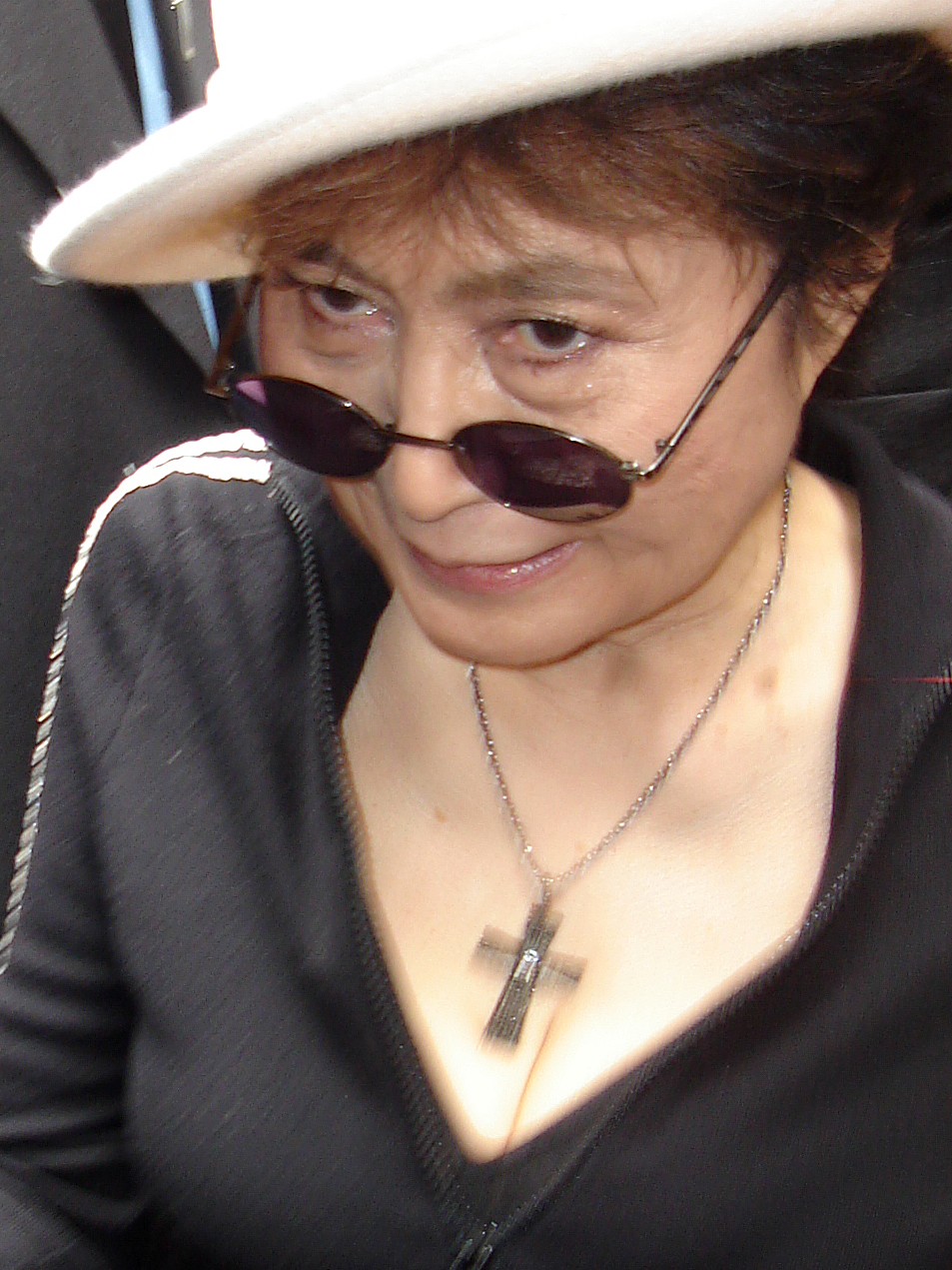
Yoko Ono,
geboren in 1933

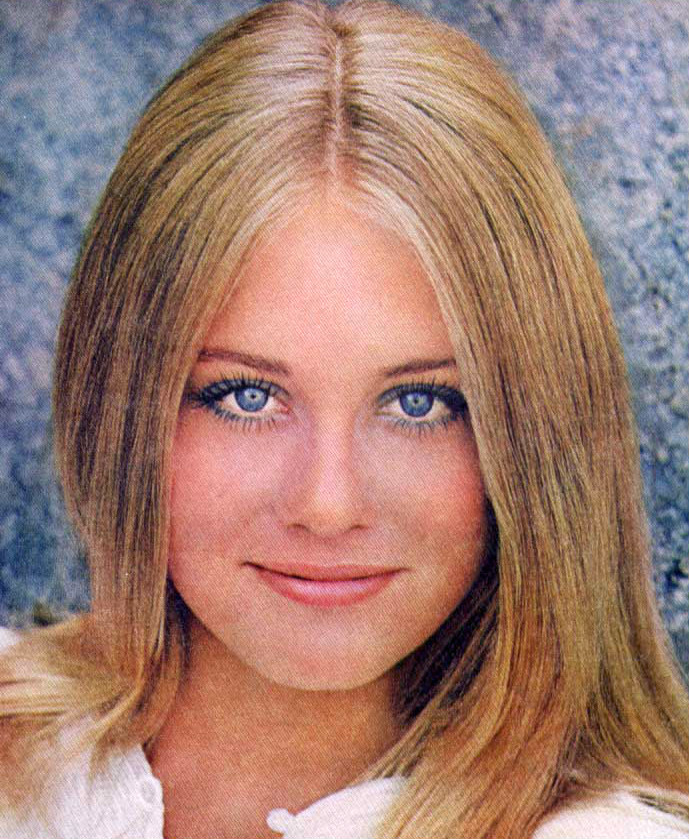
Cybill Shepherd,
geboren in 1950

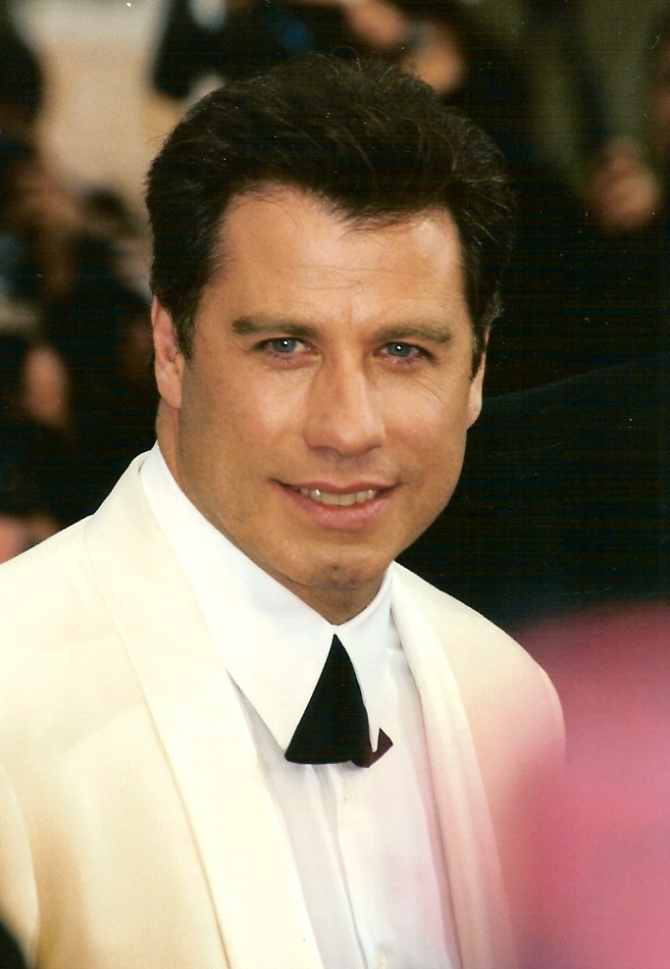
John Travolta (in 1997),
geboren in 1954

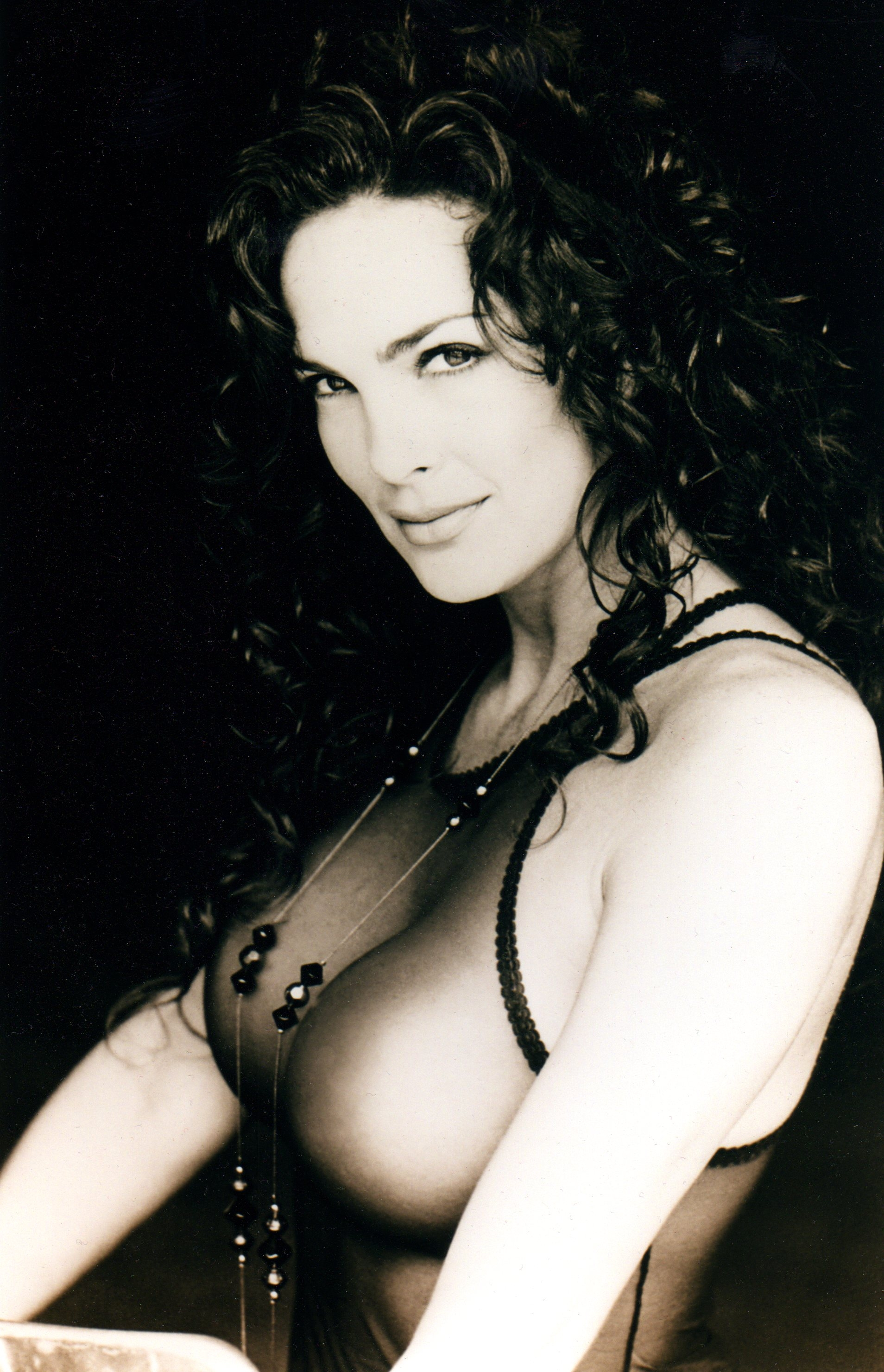
Julie Strain
geboren in 1962

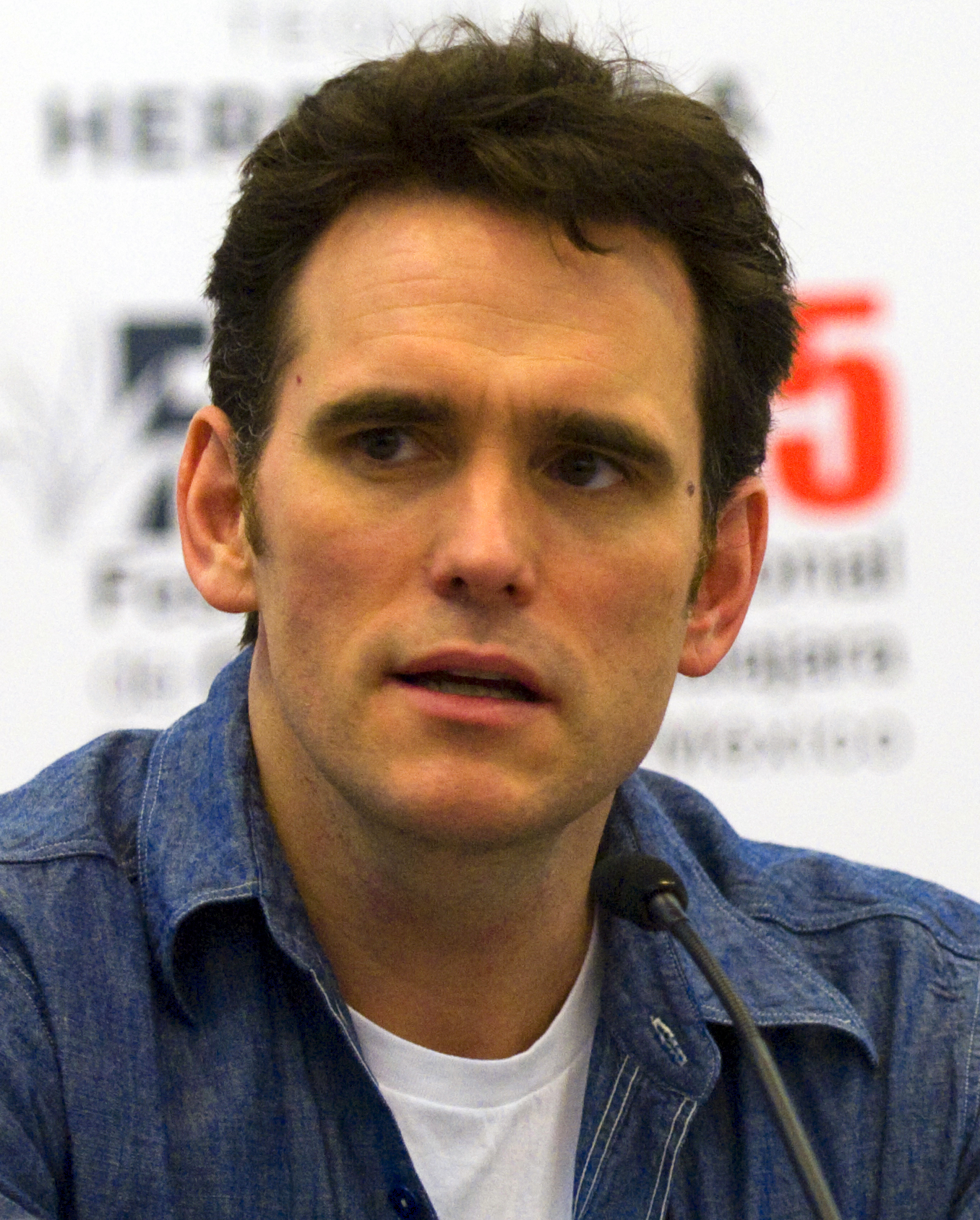
Matt Dillon,
geboren in 1964

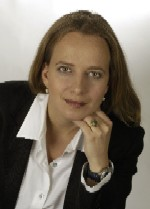
Lousewies van der Laan,
geboren in 1966

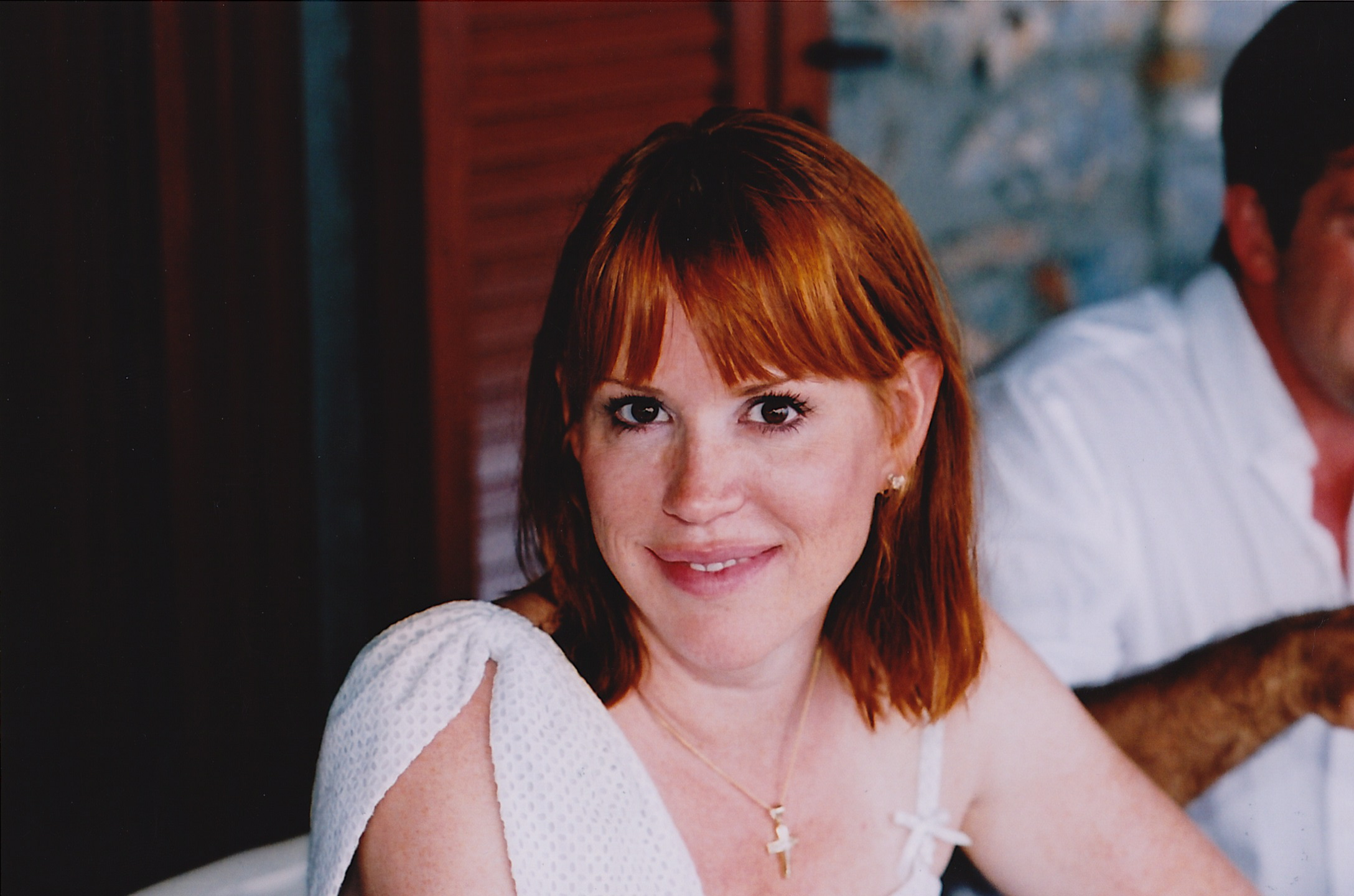
Molly Ringwald,
geboren in 1968

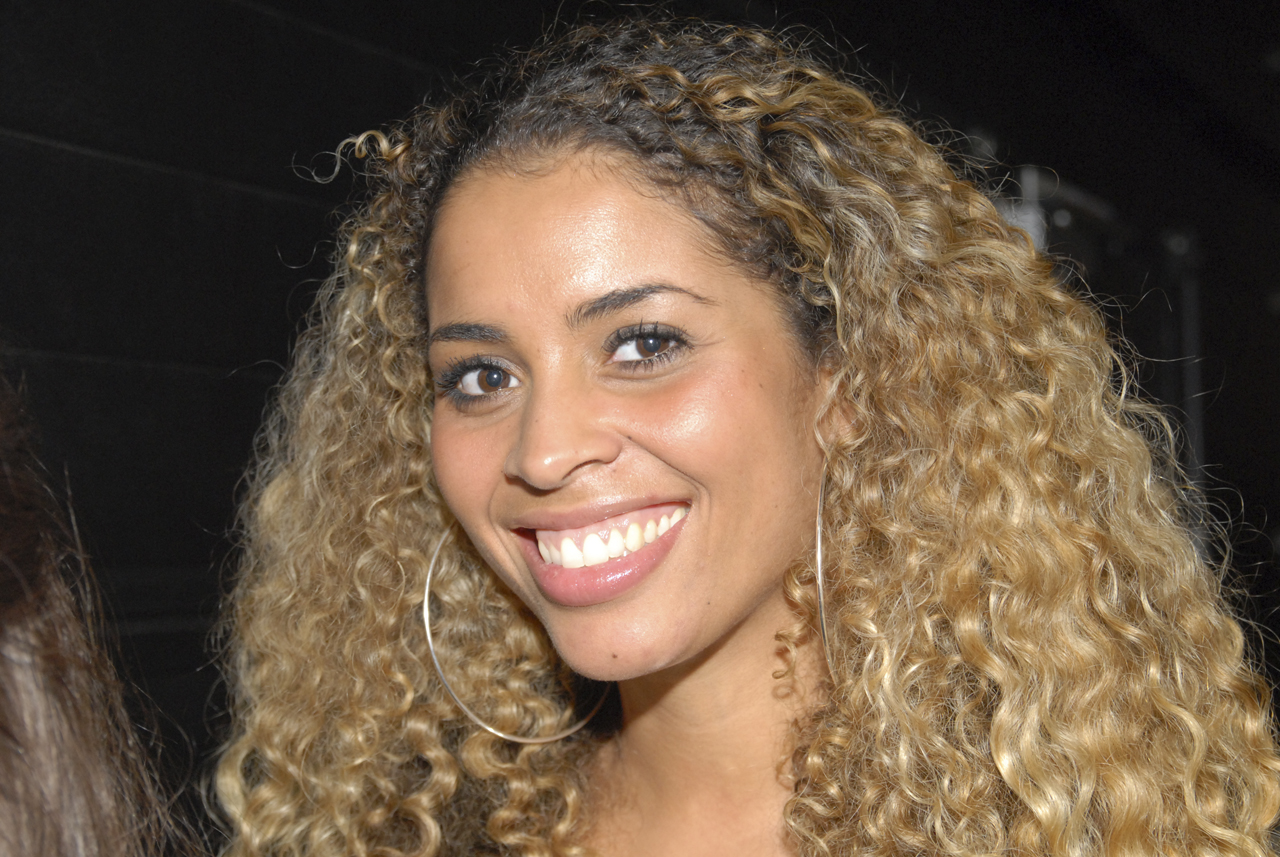
Lauretta Gerards,
geboren in 1987

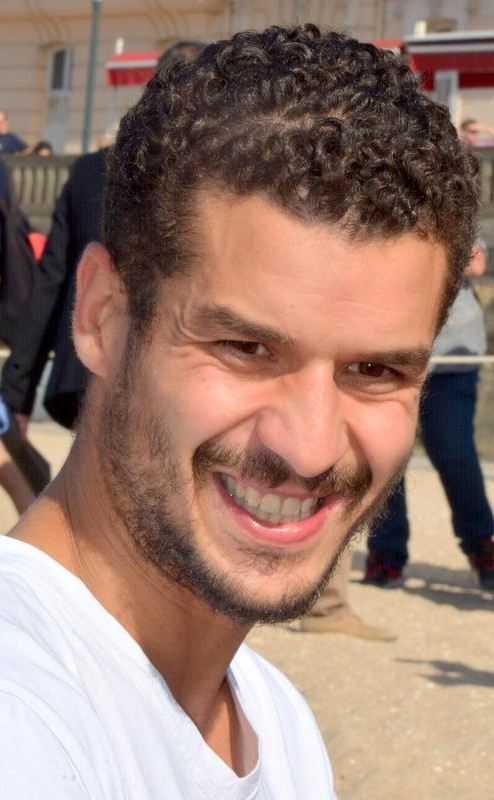
Soufiane Guerrab,
geboren in 1987

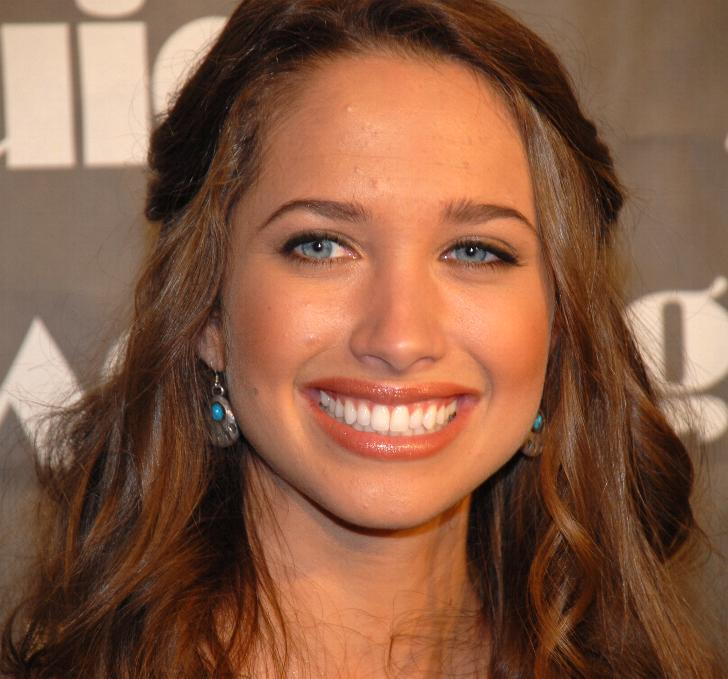
Maiara Walsh,
geboren in 1988

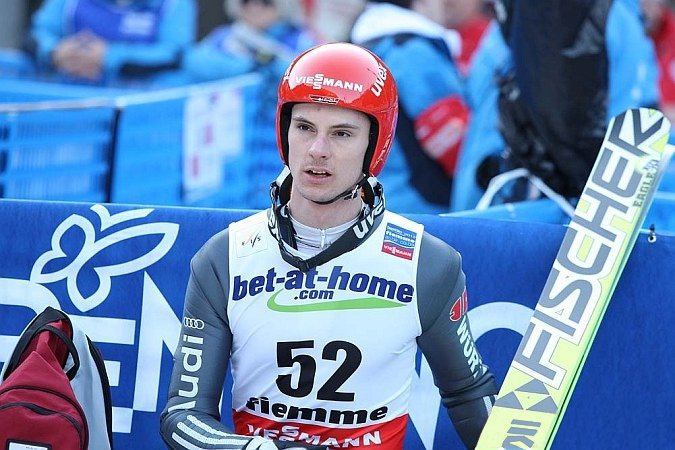
Andreas Wank,
geboren in 1988

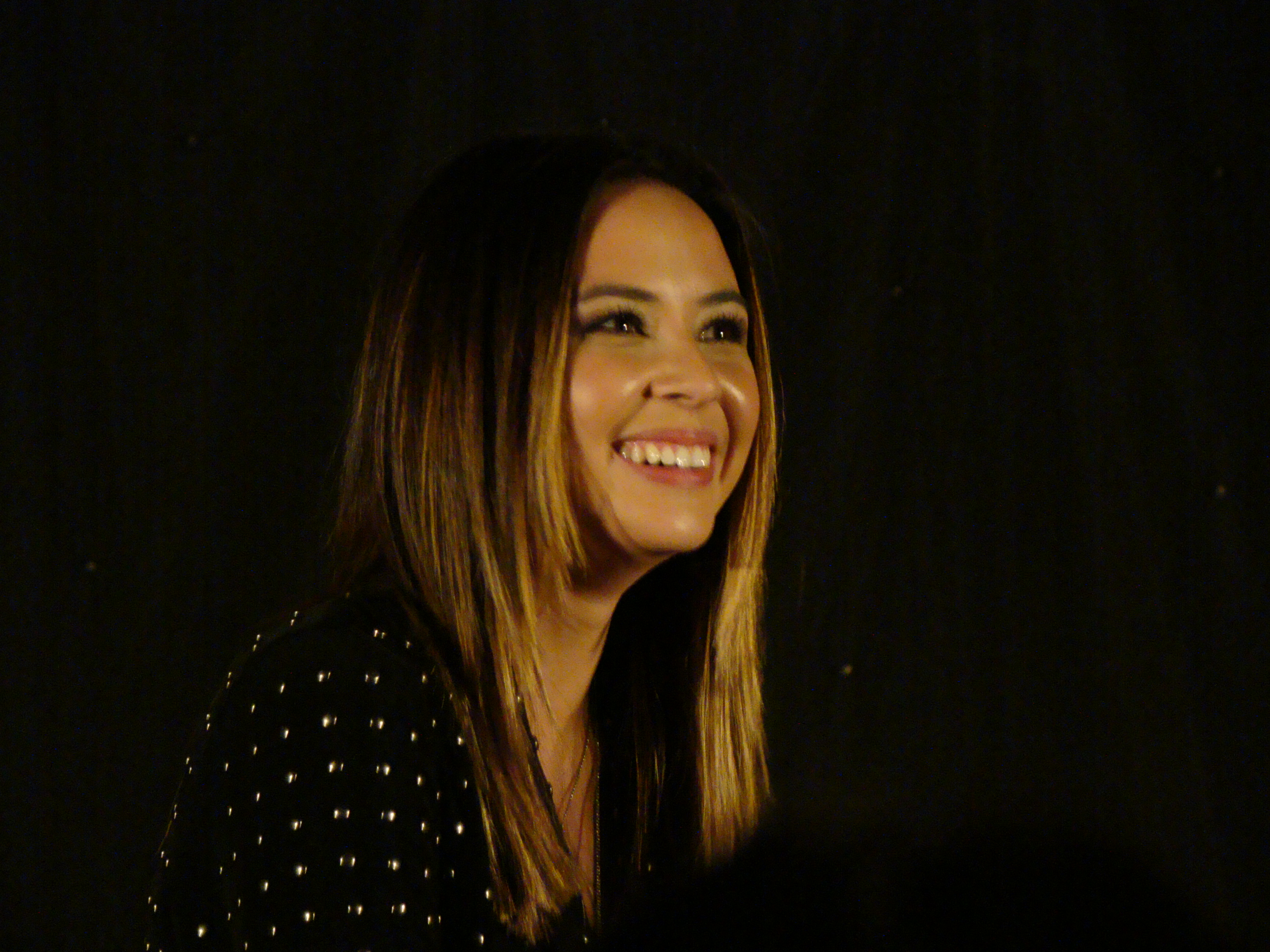
Malese Jow,
geboren in 1991

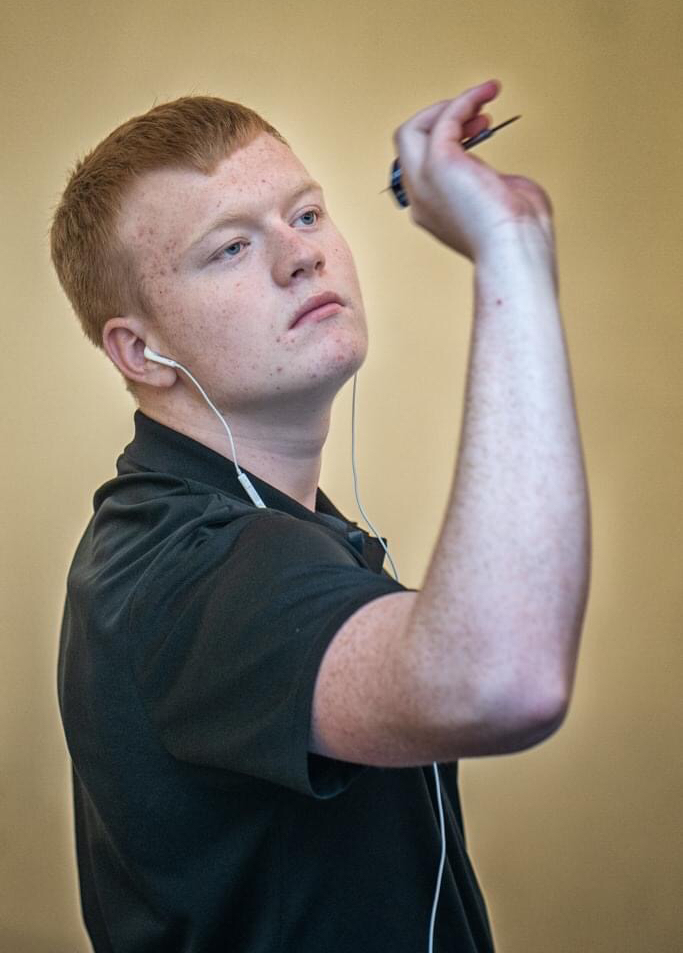
Adam Gawlas,
geboren in 2002

- 1516 - Koningin Maria I van Engeland (overleden 1558)
- 1526 - Carolus Clusius, Belgisch geleerde, arts en botanicus (overleden 1609)
- 1745 - Alessandro Volta, Italiaans natuurkundige (overleden 1827)
- 1813 - Maarten van 't Kruijs, Nederlands schaker (overleden 1885)
- 1817 - Johannes Bosboom, Nederlands schilder en aquarellist (overleden 1891)
- 1838 - Ernst Mach, Oostenrijks natuurkundige en filosoof (overleden 1916)
- 1844 - Willem Maris, Nederlands kunstschilder (overleden 1910)
- 1848 - Louis Comfort Tiffany, Amerikaans glaskunstenaar (overleden 1933)
- 1857 - Martha van Vloten, Nederlands vertaalster (overleden 1943)
- 1867 - Hedwig Courths-Mahler, Duits romanschrijfster (overleden 1950)
- 1883 - Níkos Kazantzákis, Grieks schrijver (overleden 1957)
- 1895 - Jan Postma, Nederlands communist (overleden 1944)
- 1896 - André Breton, Frans dichter en essayist (overleden 1966)
- 1896 - Gaston Burssens, Belgisch dichter en schrijver (overleden 1965)
- 1898 - Enzo Ferrari, Italiaans autocoureur en -fabrikant (overleden 1988)
- 1904 - Willem Idenburg, Nederlands verzetsstrijder (overleden 1945)
- 1906 - Hans Asperger, Oostenrijks kinderarts (overleden 1980)
- 1907 - Harm van Riel, Nederlands politicus (overleden 1980)
- 1911 - Yoshio Kodama, Japans crimineel en oorlogsmisdadiger (overleden 1984)
- 1913 - Jan Willem Hees, Nederlands marineofficier en acteur (overleden 1989)
- 1914 - Alphons Gaalman, Nederlands organist, pianist, componist en dirigent (overleden 1986)
- 1914 - Sándor Képíró, Hongaars oorlogsmisdaadverdachte (overleden 2011)
- 1918 - Mariano Mores, Argentijns componist, dirigent en pianist (overleden 2016)
- 1919 - Jack Palance, Amerikaans acteur (overleden 2006)
- 1922 - Allan Melvin, Amerikaans acteur (overleden 2008)
- 1925 - Til Gardeniers-Berendsen, Nederlands politica (overleden 2019)
- 1925 - George Kennedy, Amerikaans acteur (overleden 2016)
- 1926 - Rita Gorr, Belgisch mezzosopraan (overleden 2012)
- 1926 - Jan Zwartkruis, Nederlands voetbaltrainer (overleden 2013)
- 1927 - Tabe Bas, Nederlands acteur, zanger en schaker (overleden 2009)
- 1927 - John Warner, Amerikaans republikeins politicus (overleden 2021)
- 1929 - Len Deighton, Brits historicus en schrijver
- 1929 - Günther Schramm, Duits acteur en televisiepresentator
- 1929 - Hannie Termeulen, Nederlands zwemster (overleden 2001)
- 1930 - Ewald Meyer, Surinaams politicus (overleden 1988)
- 1931 - Johnny Hart, Amerikaans stripauteur (overleden 2007)
- 1931 - Toni Morrison, Amerikaans schrijfster en Nobelprijswinnaar (overleden 2019)
- 1931 - Reinier Paping, Nederlands schaatser; winnaar van de Elfstedentocht van 1963 (overleden 2021)
- 1932 - Miloš Forman, Amerikaans filmregisseur (overleden 2018)
- 1933 - Yoko Ono, Japans zangeres en artieste
- 1933 - Sir Bobby Robson, Engels voetballer en voetbaltrainer (overleden 2009)
- 1934 - Paco Rabanne, Spaans modeontwerper (overleden 2023)
- 1935 - Joelian Kalisjer, Russisch animatiefilmmaker (overleden 2007)
- 1936 - Jean Marie Auel, Amerikaans schrijfster
- 1936 - Ian Hacking, Canadees filosoof (overleden 2023)
- 1936 - Jozef Vengloš, Slowaaks voetballer en voetbalcoach (overleden 2021)
- 1938 - István Szabó, Hongaars filmregisseur
- 1939 - Beb Mulder, Nederlands beeldhouwer, grafisch ontwerper en schilder (overleden 2020)
- 1940 - Fabrizio De André, Italiaans zanger en liedjesschrijver (overleden 1999)
- 1943 - Herman Gooding, Surinaams politie-inspecteur (overleden 1990)
- 1943 - Wilfried Puis, Belgisch voetballer (overleden 1981)
- 1943 - Bernard Rollin, Amerikaans hoogleraar filosofie (overleden 2021)
- 1944 - Fred Bekky, Belgisch zanger, componist en muziekproducent (overleden 2025)
- 1946 - Clifton Forbes, Jamaicaans atleet (overleden 2010)
- 1946 - Angéla Németh, Hongaars atlete (overleden 2014)
- 1946 - Wietse Veenstra, Nederlands voetballer
- 1947 - José Maria Cañizares, Spaans golfer
- 1947 - Prinses Christina, lid van de Nederlandse koninklijke familie (overleden 2019)
- 1947 - Dennis DeYoung, Amerikaans zanger (Styx), schrijver, muzikant en producer
- 1947 - Gotsja Gavasjeli, Sovjet-Georgisch voetballer (overleden 1997)
- 1947 - Carlos Lopes, Portugees atleet
- 1948 - Steve Phillips, Engels blues- en countrymuzikant
- 1949 - Pat Fraley, Amerikaans stemacteur
- 1949 - Gary Ridgway, Amerikaans seriemoordenaar
- 1950 - Huub Beurskens, Nederlands dichter
- 1950 - John Hughes, Amerikaans filmregisseur, -producent en scenarioschrijver (overleden 2009)
- 1950 - Cybill Shepherd, Amerikaans actrice
- 1951 - Katrien Devos, Belgisch actrice
- 1952 - Pertti Alaja, Fins voetballer en voetbalcoach (overleden 2017)
- 1952 - Randy Crawford, Amerikaans zangeres
- 1952 - Rudolf Elsener, Zwitsers voetballer
- 1952 - Juice Newton, Amerikaans zangeres, songwriter en gitariste
- 1952 - Johann Schneider-Ammann, Zwitsers ondernemer en politicus
- 1953 - Mariëtte Barnhoorn, Nederlands ondernemer en Zakenvrouw van het jaar 2004 (overleden 2012)
- 1954 - John Travolta, Amerikaans acteur
- 1955 - Carel Lanters, Nederlands beeldend kunstenaar
- 1956 - Ted Gärdestad, Zweeds zanger en muzikant (overleden 1997)
- 1957 - Marita Koch, Duits atlete
- 1958 - Det de Beus, Nederlands hockeyster (overleden 2013)
- 1958 - Peter Kremer, Duits acteur
- 1958 - Giovanni Lavaggi, Italiaans autocoureur
- 1958 - Louise Ritter, Amerikaans atlete
- 1959 - Jayne Atkinson, Brits actrice
- 1959 - Hallgrímur Helgason, IJslands schrijver en schilder
- 1960 - Tony Anselmo, Amerikaans Disney-animator en setmartiest
- 1960 - Dirk Brossé, Belgisch componist en dirigent
- 1960 - Gazebo, Italiaans zanger
- 1960 - Greta Scacchi, Italiaans-Australisch actrice
- 1961 - Armin Laschet, Duits CDU-politicus
- 1962 - Julie Strain, Amerikaans actrice en model (overleden 2021)
- 1963 - Anders Frisk, Zweeds voetbalscheidsrechter
- 1963 - Marlène de Wouters, Belgisch televisiepresentatrice
- 1964 - Matt Dillon, Amerikaans acteur
- 1965 - Dr. Dre, Amerikaans rapper en muziekproducent
- 1965 - Theo Meijer, Nederlands judoka
- 1966 - Stijn Aerden, Nederlands schrijver en journalist
- 1966 - Bart FM Droog, Nederlands dichter en schrijver
- 1966 - Lousewies van der Laan, Nederlands politica
- 1967 - Roberto Baggio, Italiaans voetballer
- 1967 - Colin Jackson, Brits atleet
- 1967 - Sophie Pécriaux, Waals politica
- 1967 - Harry Van Barneveld, Belgisch judoka
- 1968 - Molly Ringwald, Amerikaans actrice
- 1968 - Aung Zaw, Myanmarees uitgever
- 1969 - Hicham Chatt, Marokkaans atleet
- 1969 - Michiel van Hulten, Nederlands politicus
- 1971 - Jean-Paul Bruwier, Belgisch atleet
- 1972 - Wilson Kibet, Keniaans atleet
- 1972 - Tanya McQueen, Amerikaans televiepersoonlijkheid, ontwerpster en lerares
- 1972 - Torsten Schmidt, Duits wielrenner
- 1972 - Henri van der Vegt, Nederlands voetballer
- 1973 - Ingeborg ter Laak, Nederlands politica
- 1973 - Irina Lobatsjova, Russisch kunstschaatsster
- 1973 - Claude Makélélé, Frans voetballer
- 1973 - Eelke Wiersma, Nederlands schaker
- 1974 - Jevgeni Kafelnikov, Russisch tennisser
- 1975 - Jesper Agergård, Deens wielrenner
- 1975 - Amber Neben, Amerikaans wielrenster
- 1975 - Gary Neville, Brits voetballer
- 1975 - Christo Zjivkov, Bulgaars acteur (overleden 2023)
- 1976 - Sjaak Polak, Nederlands voetballer
- 1976 - Chanda Rubin, Amerikaans tennisster
- 1977 - Brenda Beenhakker, Nederlands badmintonster
- 1978 - Oliver Pocher, Duits presentator, komiek en acteur
- 1978 - Josip Šimunić, Australisch-Kroatisch voetballer
- 1978 - Rubén Xaus, Spaans motorcoureur
- 1979 - Cezar, Roemeens tenor
- 1979 - Willem Van Hoof, Belgisch atleet
- 1980 - Aivar Anniste, Estisch voetballer
- 1980 - Ruud Berger, Nederlands voetballer
- 1980 - Jasmin Salihović, Bosnisch atleet
- 1980 - Regina Spektor, Russisch/Amerikaans singer-songwriter en pianiste
- 1981 - Jelle De Beule, Belgisch cartoonist, comedy- en televisiemaker
- 1981 - Jessica Villerius, Nederlands documentaire- en filmmaakster
- 1981 - Robbert Welagen, Nederlands schrijver
- 1982 - Marcel Bîrsan, Roemeens voetbalscheidsrechter
- 1982 - Markus Eichler, Duits wielrenner
- 1982 - John Farrow, Australisch skeletonracer
- 1982 - Steven Hammell, Schots voetballer
- 1982 - Krisztián Pars, Hongaars atleet
- 1982 - Ivan Santos, Spaans wielrenner
- 1983 - Monique Henderson, Amerikaans atlete
- 1983 - Jermaine Jenas, Engels voetballer
- 1983 - David Vaughan, Welsh voetballer
- 1983 - Roberta Vinci, Italiaans tennisster
- 1984 - Idriss Carlos Kameni, Kameroens voetballer
- 1984 - Laurent Vidal, Frans triatleet (overleden 2015)
- 1984 - Kathrin Wörle, Duits tennisster
- 1985 - Jos van Emden, Nederlands wielrenner
- 1985 - Fabio Sabatini, Italiaans wielrenner
- 1985 - Ine Marie Wilmann, Noors actrice
- 1986 - Emily Chebet, Keniaans atlete
- 1986 - Lisette Teunissen, Nederlands paralympisch sportster
- 1987 - Michela Cerruti, Italiaans autocoureur
- 1987 - Skin Diamond, Amerikaans pornoactrice en model
- 1987 - Lauretta Gerards, Nederlands actrice
- 1987 - Soufiane Guerrab, Frans acteur
- 1988 - Roman Neustädter, Duits voetballer
- 1988 - Antonio Veić, Kroatisch tennisser
- 1988 - Maiara Walsh, Amerikaans actrice
- 1988 - Andreas Wank, Duits schansspringer
- 1989 - Scott Anderson, Amerikaans autocoureur
- 1989 - Xue Chen, Chinees beachvolleyballer
- 1990 - Laura Dijkema, Nederlands volleybalster
- 1990 - Bryan Oviedo, Costa Ricaans voetballer
- 1990 - Coosje Smid, Nederlands actrice, zangeres en columniste
- 1990 - Sungbong Choi, Zuid-Koreaans zanger (overleden 2023)
- 1991 - Nandi van Beurden, Nederlands musicalactrice
- 1991 - Malese Jow, Amerikaans actrice, zangeres en songwriter
- 1991 - Henry Surtees, Engels autocoureur (overleden 2009)
- 1991 - Jeremy Allen White, Amerikaans acteur
- 1992 - Markus Eichler, Duits wielrenner
- 1993 - Daniel Yule, Zwitsers alpineskiër
- 1994 - Ulrik Munther, Zweeds zanger en acteur
- 1994 - J-Hope, Zuid-Koreaans rapper en danser, lid van BTS
- 1995 - Nathan Aké, Nederlands voetballer
- 1995 - Michail Koljada, Russisch kunstschaatser
- 1996 - Oussama Nabil, Marokkaans atleet
- 1996 - Yang Jiayu, Chinees atlete
- 1996 - Oussama Zamouri, Nederlands-Marokkaans voetballer
- 1997 - Manuel Frigo, Italiaans zwemmer
- 1997 - Konstanze Klosterhalfen, Duits atlete
- 1999 - Mathilde Deswaef, Belgisch atlete
- 1999 - Guillaume Grimard, Belgisch atleet
- 2000 - Giada Greggi, Italiaans voetbalster
- 2002 - Jana Fernández, Spaans voetbalster
- 2002 - Adam Gawlas, Tsjechisch darter
- 2004 - Ally Sentnor, Amerikaans voetbalster
- 2004 - Su Yiming, Chinees snowboarder

## Overleden

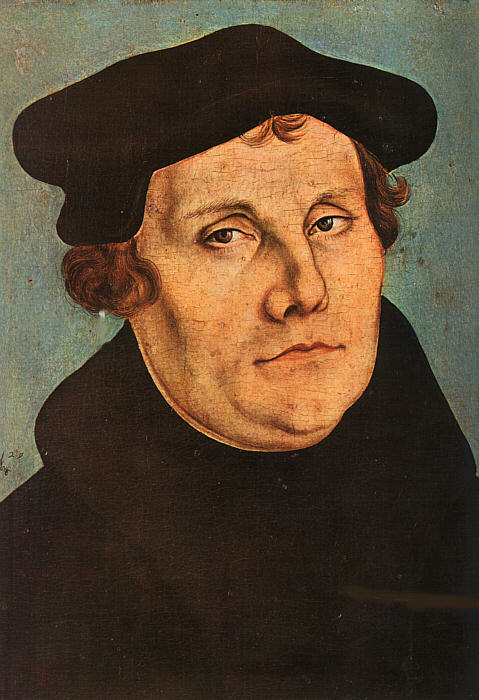
Maarten Luther,
overleden in 1546

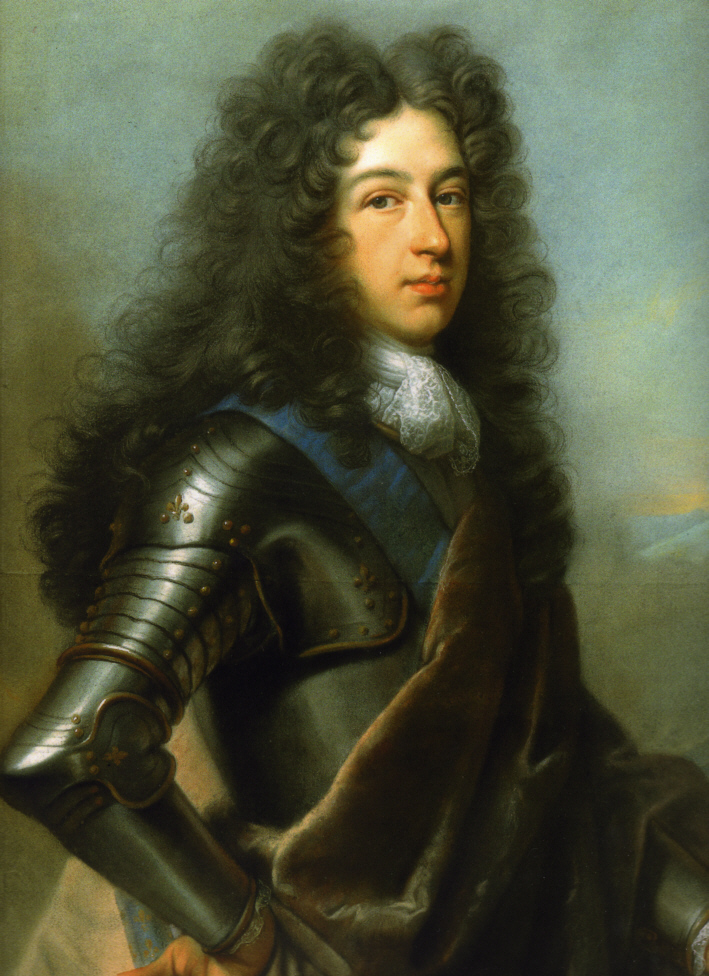
Lodewijk van Frankrijk,
overleden in 1712

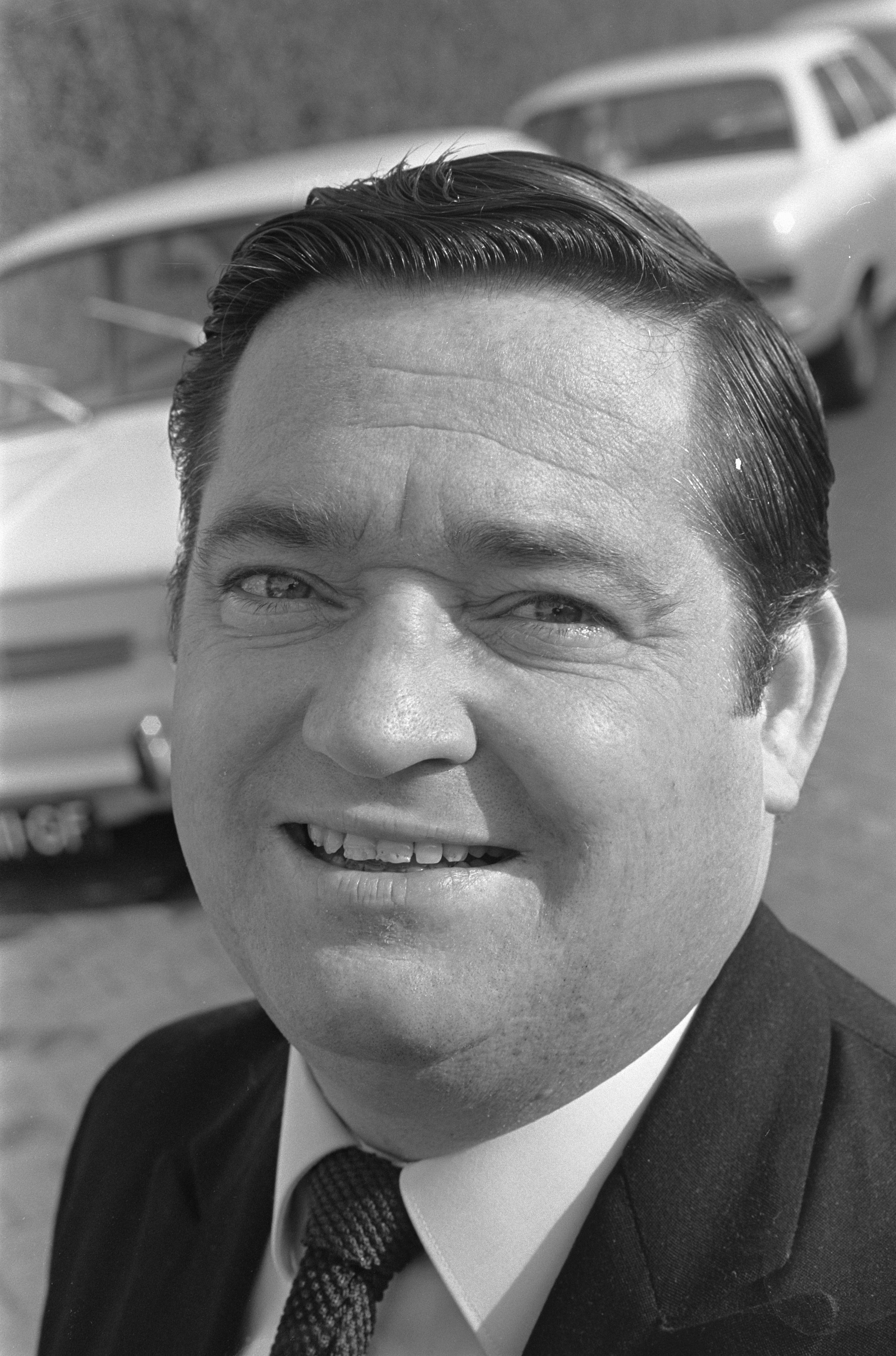
Willy Alberti,
overleden in 1985

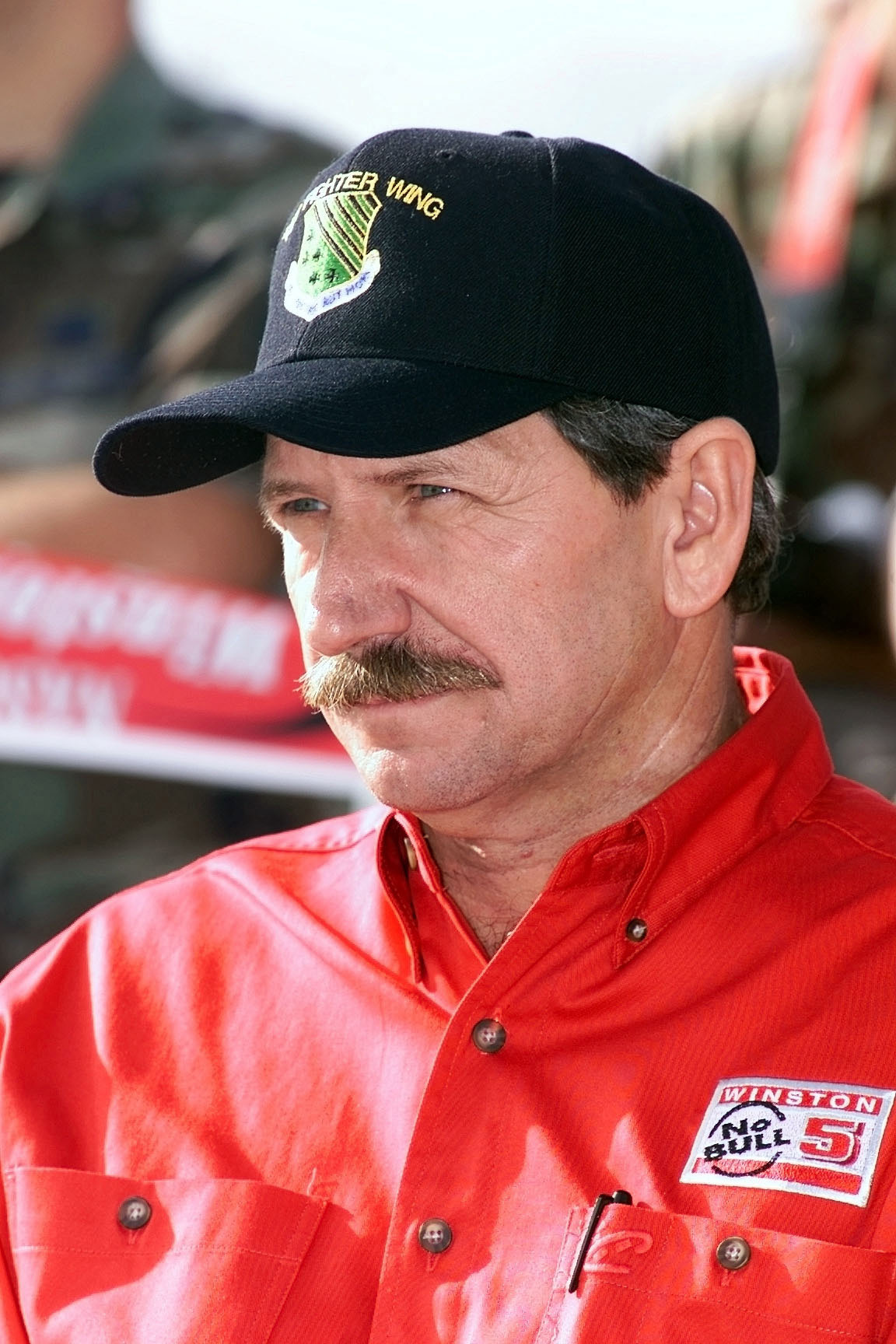
Dale Earnhardt,
overleden in 2001

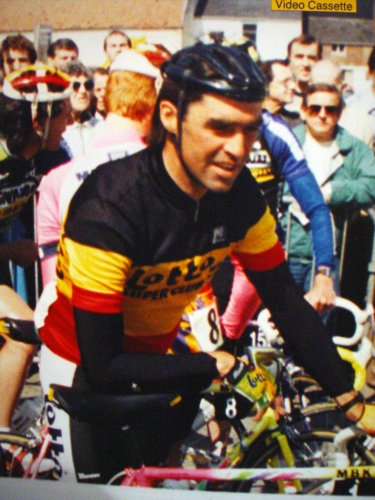
Claude Criquielion,
overleden in 2015

- 901 - Thabit ibn Qurra (74), Arabisch astronoom en wiskundige
- 999 - Paus Gregorius V (27), eerste Duitse Paus
- 1397 - Engelram VII van Coucy (58), laatste Heer van Coucy
- 1546 - Maarten Luther (62), Duits theoloog en hervormer
- 1558 - Eleonora van Oostenrijk (59), koningin van Portugal en koningin van Frankrijk
- 1564 - Michelangelo Buonarroti (88), Italiaans Renaissanceschilder, -beeldhouwer, -architect en -dichter
- 1683 - Nicolaes Pietersz. Berchem (62), Nederlands kunstschilder
- 1712 - Lodewijk (30), dauphin van Frankrijk, vader van Lodewijk XV van Frankrijk
- 1743 - Anna Maria Luisa de' Medici (75), laatst overlevende van de familie de' Medici
- 1807 - Sophie von La Roche (76), Duits schrijfster
- 1878 - John Tunstall (24), Amerikaans veehouder
- 1893 - George Tupou I (95), 1e koning van Tonga
- 1895 - Albrecht van Oostenrijk-Teschen (77), aartshertog van Oostenrijk
- 1915 - Harry Ward Leonard (54), Amerikaans elektrotechnicus
- 1930 - Gerard Heymans (72), Nederlands filosoof, logicus en psycholoog
- 1932 - Johannes Langenaken (51), Nederlands acteur
- 1932 - Frederik August III van Saksen, (66), laatste koning van Saksen
- 1943 - Henri Polak (74), Nederlands vakbondsbestuurder en politicus
- 1951 - Petrus Hopmans (85), Nederlands bisschop van Breda
- 1956 - Gustave Charpentier (95), Frans componist
- 1967 - Robert Oppenheimer (62), Amerikaans natuurkundige
- 1969 - Gisela Arendt (50), Duits zwemster
- 1975 - Gerardus Johannes Marinus van het Reve (82), Nederlands journalist en schrijver, vader van Gerard en Karel (van 't) Reve
- 1981 - Gerrit Toornvliet (73), Nederlands predikant
- 1985 - Willy Alberti (58), Nederlands zanger
- 1986 - Václav Smetáček (79), Tsjechisch dirigent, componist, muziekpedagoog, musicoloog, filosoof en hoboïst
- 2000 - Jan Klein (55), Nederlands schrijver
- 2000 - Willy Maltaite (72), Belgisch striptekenaar
- 2001 - Balthus (92), Frans schilder
- 2001 - Dale Earnhardt (49), Amerikaans autocoureur
- 2001 - Franso Hariri (63), Assyrisch politicus
- 2001 - Arthur Meunier (87), Belgisch politicus
- 2003 - Isser Harel (90 of 91), Israëlisch geheim agent
- 2004 - Vasili Boezoenov (76), Sovjet-voetballer
- 2005 - Maarten Krabbé (96), Nederlands kunstschilder
- 2006 - Richard Bright (68), Amerikaans acteur
- 2007 - Félix Lévitan (95), Frans journalist en sportbestuurder
- 2007 - Caesarius Mommers (81), Nederlands frater, onderwijzer en onderwijskundige
- 2009 - Viking Björk (90), Zweeds hartchirurg
- 2009 - J. Max Bond Jr. (73), Amerikaans architect
- 2009 - Snooks Eaglin (73), Amerikaans bluesmuzikant
- 2009 - Kamila Skolimowska (26), Pools atlete
- 2009 - Aldert Walrecht (77), Nederlands letterkundige, vertaler en uitgever
- 2009 - Dick de Zeeuw (85), Nederlands landbouwkundige en politicus
- 2010 - John Babcock (109), Canadees Eerste Wereldoorlogveteraan
- 2012 - Roald Aas (83), Noors schaatser
- 2012 - Linda Estrella (89), Filipijns actrice
- 2012 - Hans Knoop (92), Nederlands militair
- 2013 - Kevin Ayers (68), Brits musicus
- 2013 - Damon Harris (62), Amerikaans soulzanger
- 2013 - Otfried Preußler (89), Duits kinderboekenschrijver
- 2014 - Kresten Bjerre (67), Deens voetballer
- 2014 - Nelson Frazier Jr. (42), Amerikaans professioneel worstelaar
- 2014 - Kristof Goddaert (27), Belgisch wielrenner
- 2014 - Jung Hwan Youm (28), Zuid-Koreaans wielrenner
- 2014 - Maria Franziska von Trapp (99), Oostenrijks-Amerikaans zangeres
- 2015 - Claude Criquielion (58), Belgisch wielrenner
- 2016 - Godelieve Devos (90), Belgisch burgemeester
- 2016 - Tom Mullica (67), Amerikaans goochelaar, buikspreker en komiek
- 2017 - Viktor Arbekov (74), Russisch motorcrosser
- 2017 - Ivan Koloff (74), Canadees professioneel worstelaar
- 2017 - Henk Nienhuis (75), Nederlands voetballer, voetbaltrainer en -bestuurder
- 2017 - Pasquale Squitieri (78), Italiaans filmregisseur, scenarioschrijver en politicus
- 2017 - Clyde Stubblefield (73), Amerikaans drummer
- 2018 - Günter Blobel (81), Duits-Amerikaans bioloog en Nobelprijswinnaar
- 2018 - Didier Lockwood (62), Frans jazzviolist
- 2019 - Wallace Smith Broecker (87), Amerikaans aardwetenschapper
- 2019 - Alessandro Mendini (87), Italiaans ontwerper, auteur en architect
- 2019 - Bob Van Der Veken (90), Belgisch acteur
- 2020 - José Fernando Bonaparte (91), Argentijns paleontoloog
- 2021 - Leonid Jatsjmenjov (83), Russisch basketbalcoach
- 2021 - Jan Mans (80), Nederlands burgemeester
- 2021 - Kristofer Schipper (86), Nederlands-Frans sinoloog en schrijver
- 2022 - Jan Ditmeijer (93), Nederlands voetballer en operazanger
- 2023 - Barbara Bosson (83), Amerikaans actrice
- 2023 - Robert Cazala (89), Frans wielrenner
- 2023 - Petar Zjekov (78), Bulgaars voetballer
- 2024 - Ira von Fürstenberg (83), Italiaans actrice en juwelenontwerpster
- 2024 - Emile Shoufani (76), Israëlisch theoloog, pedagoog en activist
- 2024 - Paul Woei (85), Surinaams kunstenaar
- 2025 - Marian Turski (Moshe Turbowicz) (98), Pools historicus, journalist en Holocaustoverlevende
- 2025 - Aad Vlaar (90), Nederlands politicus en bestuurder

## Viering/herdenking

Gambia Onafhankelijksdag

- Gambia - Onafhankelijkheidsdag (1965)
- Rooms-katholieke kalender:
  - Heilige Bernadette Soubirous († 1879) - Vrije gedachtenis (in België en Frankrijk)
  - Heilige Angilbert († 814)
  - Heilige Simeon van Jeruzalem († 107)
  - Heilige Constantina († 354)
  - Zalige Fra Angelico († 1455)

## Weerextremen

### Nederland
| | Officiële records | Officiële records | Officiële records |      | Landelijke records                 | Landelijke records | Landelijke records |
| Gebeurtenis | Jaar              | Extreem           | Locatie           | Jaar | Extreem                            | Locatie            | |
| --- | ----------------- | ----------------- | ----------------- | ---- | ---------------------------------- | ------------------ | --- |
| Laagste etmaalgemiddelde temperatuur (°C) | 1956              | −8,5              | De Bilt           |      | 1956                               | −9,2               | Maastricht, Volkel |
| Hoogste etmaalgemiddelde temperatuur (°C) | 2023              | 10,3              | De Bilt           |      | 1920, 1950                         | 11,1               | Maastricht |
| Laagste minimumtemperatuur (°C) | 1956              | −14,6             | De Bilt           |      | 1956                               | −18,0              | Leeuwarden |
| Hoogste minimumtemperatuur (°C) | 2023              | 8,6               | De Bilt           |      | 2023                               | 10,0               | Westdorpe |
| Laagste maximumtemperatuur (°C) | 1979              | −4,9              | De Bilt           |      | 1956                               | −6,4               | Maastricht |
| Hoogste maximumtemperatuur (°C) | 1920, 2019        | 14,6              | De Bilt           |      | 1920                               | 19,3               | Maastricht |
| Hoogste uurgemiddelde windsnelheid (m/s) | 2022              | 15,0              | De Bilt           |      | 2022                               | 28,0               | Vlissingen |
| Hoogste windstoot (m/s) | 2022              | 31,0              | De Bilt           |      | 2022                               | 40,0               | Cabauw, Houtribdijk |
| Langste zonneschijnduur (uur) | 1985, 1994, 1998  | 9,1               | De Bilt           |      | 1994 1998 2003 2008 2013 2018 2019 | 9,3                | Gilze-Rijen, Volkel, Westdorpe Arcen, Maastricht Ell, Maastricht, Vlissingen, Westdorpe, Wilhelminadorp Ell, Vlissingen, Westdorpe, Wilhelminadorp Maastricht Hoek van Holland, Wilhelminadorp Arcen |
| Langste neerslagduur (uur) | 2024              | 16,2              | De Bilt           |      | 1989                               | 18,0               | Deelen |
| Hoogste etmaalsom van de neerslag (mm) | 1996              | 17,9              | De Bilt           |      | 2024                               | 32,3               | Hoorn Terschelling |
| Laagste etmaalgemiddelde relatieve vochtigheid (%) | 1938, 1994        | 57                | De Bilt           |      | 1947                               | 51                 | Eelde |
| Laagste uurwaarde luchtdruk op zeeniveau (hPa) | 1904              | 985,9             | De Bilt           |      | 2022                               | 978,4              | Hoorn Terschelling |
| Hoogste uurwaarde luchtdruk op zeeniveau (hPa) | 1959              | 1043,3            | De Bilt           |      | 1959                               | 1043,8             | Volkel |
| Officiële records worden altijd gemeten op het KNMI-weerstation in De Bilt. Landelijke records kunnen worden gemeten op elk officieel KNMI-weerstation in Nederland. |                   |                   |                   |      |                                    |                    | |

Uitzonderlijke gebeurtenissen
- 1949 - Eerste landelijke zachte dag van het jaar gemeten in Maastricht (maximumtemperatuur ≥ 15 °C op een officieel weerstation)
- 1955 - Officieel laagste minimumtemperatuur in °C van het jaar gemeten in De Bilt: −10,5
- 1966 - Officieel laagste minimumtemperatuur in °C van het jaar gemeten in De Bilt: −11,2
- 2022 - Storm Eunice raast over Nederland en zorgt daarbij voor schade en doden.[13]
- 2023 - Officieel hoogste maximumtemperatuur in °C van februari dit jaar gemeten in De Bilt: 12,3
- 2023 - Officieel langste neerslagduur in uren van februari dit jaar gemeten in De Bilt: 5,6
- 2023 - Officieel hoogste etmaalsom van de neerslag in mm van februari dit jaar gemeten in De Bilt: 4,9
- 2024 - Landelijk hoogste etmaalsom van de neerslag in mm van februari dit jaar gemeten in Hoorn Terschelling: 32,3 (voorlopig)

### België
Dagrecords
- 1855 - Laagste etmaalgemiddelde temperatuur −10,3 °C
- 1950 - Hoogste etmaalgemiddelde temperatuur 12,5 °C
- 1855 - Laagste minimumtemperatuur −15,1 °C
- 1950 - Hoogste maximumtemperatuur 17,4 °C
- 1975 - Hoogste etmaalsom van de neerslag 14,6 mm

<< · 1 · 2 · 3 · 4 · 5 · 6 · 7 · 8 · 9 · 10 · 11 · 12 · 13 · 14 · 15 · 16 · 17 · 18 · 19 · 20 · 21 · 22 · 23 · 24 · 25 · 26 · 27 · 28 · 29 · (30) · >>